# 朴明煥
朴 明煥（パク・ミョンファン、朝鮮語: 박명환、1938年4月13日 - 2025年3月4日）は、大韓民国の政治家。第14・15・16代韓国国会議員。
号は愚民（ウミン、우민）。キリスト教徒。

## 経歴
日本統治時代の忠清南道公州郡（現・公州市）出身。麻浦孔徳国民学校、崇文中学校、景福高等学校、高麗大学校政経大学政治外交学科卒。コロンビア大学アジア問題研究所客員教授、アジア国際議員連盟第17次韓国代表団長、ハンナラ党ソウル特別市支部委員長、国会統一外交通商委員会委員長・テコンドー同好会長・朝餐祈祷会長などを務めた。
2025年3月4日死去。享年87。